# 張家巷天主教堂
张家巷天主堂位於四川省成都市金牛區，文物遺址年代判定為清代。2007年6月1日公佈為四川省第七批文物保護單位。

## 歷史
张家巷天主堂位于成都北门外张家巷39号，为纪念在1815年殉道的徐德新（又稱徐鉴牧，後封聖）而建。始建于1875年，建成于1901年。正门朝南，立面造型简洁，山花顶端浅浮雕一巨大十字架，下方为一外凸圆形花窗（没有彩色玻璃）。建筑面积867平方米。张家巷天主堂已恢复开放。
1906年，四川主教骆书雅在张家巷天主堂旁创办平安医院，专门收容孤贫无靠者，俗称“干瘠子医院”，交由方济各玛利亚修女会负责。平安医院为日字型平面，拥有200张病床，风格则与当地民居类似。
张家巷天主教堂后面，为神父住宅，中式风格。有一座二层中式楼房，1945年8月25日，法国在此设立驻成都领事馆。目前，后院已改建成幼儿园。